# Pusillimonas caeni
Pusillimonas caeni es una bacteria gramnegativa del género Pusillimonas. Fue descrita en el año 2017. Su etimología hace referencia a lodo. Es aerobia e inmóvil. Forma colonias lisas, circulares, convexas y de color blanco-cremoso en agar R2A tras 48 horas de incubación. Temperatura de crecimiento entre 15-37 °C, óptima de 30 °C. Catalasa y oxidasa positivas. Tiene un contenido de G+C de 63,3%. Se ha aislado del lodo en un reactor de biofilms en Corea del Sur. 